# Cornillac
Cornillac település Franciaországban, Drôme megyében. Lakosainak száma 90 fő (2022. január 1.). Cornillac Rosans, La Charce, Cornillon-sur-l’Oule, Pommerol, Rémuzat, Rottier és Verclause községekkel határos.

## Népesség
A település népességének változása:
| Lakosok száma | 74   | 59   | 76   | 86   | 84   | 81   | 83   | 89   | 91   | 90   |
|               | 1968 | 1982 | 1990 | 2006 | 2013 | 2015 | 2017 | 2019 | 2020 | 2022 |